# Rue de l'Hôpital (Colmar)
Pour les articles homonymes, voir Rue de l'Hôpital.
La rue de l'Hôpital est une voie de la commune française de Colmar.

## Situation et accès
Cette voie de circulation, d'une longueur de 80 m, se trouve dans le quartier centre.
On y accède par la Grand-Rue et la place du 2-Février.
Cette voie n'est pas desservie par les bus de la TRACE.